# Werner von Boltenstern
Werner Hermann Peter von Boltenstern (* 4. Juni 1897 in Leipzig; † 21. Januar 1985 in Hannover) war ein deutscher Generalmajor der Wehrmacht im Zweiten Weltkrieg.

## Leben

### Herkunft
Werner entstammte dem schwedisch-pommerischen Adelsgeschlecht von Boltenstern. Er war der Sohn des Landwirts Hermann von Boltenstern (1856–1926) und dessen Ehefrau Käthe, geborene Stolley (1867–1945).

### Militärkarriere
Boltenstern trat nach Ausbruch des Ersten Weltkriegs am 8. August 1914 als Freiwilliger in das Füsilier-Regiment „General-Feldmarschall Graf Blumenthal“ (Magdeburgisches) Nr. 36 ein. Zwei Monate später zog er mit seinem Regiment ins Feld. Zum Jahreswechsel meldete er sich krank und wurde in das Ersatz-Bataillon seines Stammregiments versetzt. Am 11. März 1915 wurde er zum Fahnenjunker ernannt und dem Ersatz-Bataillon des Colbergschen Grenadier-Regiments „Graf Gneisenau“ (2. Pommersches) Nr. 9 zugeteilt. In Folge absolvierte er den Fahnenjunker-Lehrgang in Döberitz und die Ausbildung zum Offizier in Zborow. Am 11. Juli wurde er zum Fähnrich und am 10. August 1915 zum Leutnant befördert. Während des Fronteinsatzes im Juli 1916 erlitt er schwere Verwundungen. Nach seiner Genesung diente er von September 1916 bis Februar 1917 in der MG-Kompanie des Regiments. Er erhielt eine Ausbildung zum Maschinengewehr- und Waffenoffizier und wurde Bataillons-Adjutant. Boltenstern legte 1917 sein Abitur an der humanistischen Thomasschule zu Leipzig ab. Er wurde erneut krank und in das Ersatz-Bataillon versetzt. Kurz vor Kriegsende kommandierte man ihn in das Armeeoberkommando 17 nach Mons. Für sein Wirken während des Krieges hatte man ihn mit beiden Klassen des Eisernen Kreuzes, dem Verwundetenabzeichen in Schwarz sowie dem Hamburger Hanseatenkreuz ausgezeichnet.
Nach dem Ersten Weltkrieg wurde er als Adjutant zunächst dem Feld-Reserve-Depot der 16. Reserve-Division, dann dem Grenadier-Regiment Nr. 9 sowie dem Reichswehr-Infanterie-Regiment 3 und 4 zugeteilt. Im August 1919 trat er als Leichtathlet im Deutschen Stadion in Berlin auf. 1924 nahm er an Vermessungslehrgängen in Döberitz teil und besuchte von 1927 bis 1928 die Infanterieschule Dresden. Im Anschluss war er Oberleutnant (seit 1. April 1925) und Fernmeldeoffizier im 4. (Preußisches) Infanterie-Regiment in Kolberg. Im Frühjahr 1931 wurde er zum Hauptmann befördert. Auf dem Truppenübungsplatz Döberitz erhielt er eine Mörser-Ausbildung. Ab 1932 war er Kompaniechef im Regiment, bis er 1935 in die Heeres-Personalabteilung 1 (P1) vom Heerespersonalamt (HPA) im Reichskriegsministerium nach Berlin versetzt wurde. 1936 erfolgte die Beförderung zum Major und 1939 zum Oberstleutnant.
Boltenstern wurde am 1. Oktober 1940 Leiter der Heeres-Personalabteilung 1. Noch im gleichen Jahr wurde er Oberst. Von Mai bis Juni 1942 wurde er an die Bataillonsführerschule Mourmelon kommandiert. Danach war er Kommandeur des Infanterieregiments 4. Von Mai 1943 bis Januar 1944 war er überwiegend in der Führerreserve des Oberkommandos des Heeres, dazwischen Kommandeur der Ersatz-Division 402 in Stettin. Am 1. März 1945 wurde er zum Generalmajor befördert. Vom 15. Januar 1944 bis zum 18. Mai 1945 war er Festungskommandant von Stavanger in Norwegen. Danach geriet er in britische Kriegsgefangenschaft, die er im „Special Camp XI“ in Bridgend, Wales und im „Camp 186“ in Berechurch Hall bei Colchester verbrachte. Am 17. Mai 1948 wurde er entlassen.

### Familie
Werner von Boltenstern war seit dem 7. Mai 1924 mit Hildegard Großkreutz, Tochter eines Stabsoffiziers, verheiratet und hatte einen Sohn und zwei Töchter. Der Sohn Götz fiel als Luftwaffenhelfer am 4. September 1943 in Berlin.